# 삼성 갤럭시 그랜드 맥스
삼성 갤럭시 그랜드 맥스는 삼성 전자에서 제조/판매하는 안드로이드 패블릿 스마트폰으로, 삼성 갤럭시 그랜드 2의 후속제품이다. 대한민국에서는 판매량이 상당히 높았는데 후속작이라고 할 수 있는 갤럭시 J5 출시 전까지 매일 7000대씩 팔리기도 하였다.

## 운영 체제 / 소프트웨어

### 안드로이드 4.4.4 킷캣
삼성 갤럭시 그랜드 맥스는 안드로이드 4.4.4 킷캣을 탑재하여 출시되었다.

### 안드로이드 5.1.1 롤리팝
2015년 11월, 인도 출시 버전 갤럭시 그랜드 맥스에 5.1.1 롤리팝이 배포되었다. 이 업그레이드로 새로운 터치위즈가 적용되고 카메라 문제가 개선되었다. 한편, 인도 출시 버전이 업그레이드 됨에 따라 대한민국 버전도 업그레이드 될 것이라는 예상이 많았지만 끝내 대한민국 출시 버전 갤럭시 그랜드 맥스는 5.1.1 롤리팝 업그레이드를 받지 못했다.

## 특수 기능

### 와이드 셀프 샷
전면 카메라가 120도 화각을 지원하여 셀카봉이 없이도 넓게 찍을 수 있는 기능이다. LG X 스크린이나 LG X400에 들어간 기능과 비슷하다.

## 색상
- 화이트
- 블랙 (해외출시)
- 핑크 (해외출시)
- 베리 옐로우 (해외출시)

## 같이 보기
- 삼성 갤럭시 그랜드 2
- 삼성 갤럭시 그랜드 프라임
- 삼성 갤럭시 A3
- 삼성 갤럭시 A5
- 삼성 갤럭시 A7

## 경쟁 기종

### LG
- LG 아카
- LG 볼트
- LG G 스타일로
- LG 밴드플레이

### 팬택
- 팬택 베가 팝업노트